# ドゥゴ・セロ駅
ドゥゴ・セロ駅（クロアチア語：Željeznička stanica Dugo Selo）は、クロアチア共和国ザグレブ郡ドゥゴ・セロにある、クロアチア鉄道（HŽ）の駅。M102号線・M103号線・M201号線の3路線が乗り入れる。1870年開業。